# Gejza Dusík
Gejza Dusik, slovaški skladatelj, * 1. april 1907, Zavar, Slovaška, † 6. maj 1988, Bratislava, Slovaška.
Dusik je najbolj poznan po svojih operetah, pisal pa je tudi simfonično in komorno glasbo.
V ljubljanski Operi je bila 27. aprila 1940 uprizorjena njegova opereta Modra roža.